# Ґо (гра)

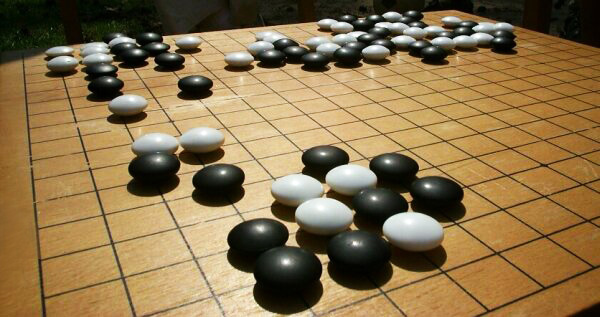
Дошка Ґо та камені

Ґо (кит. трад. 圍棋, спр. 围棋, піньїнь wéiqí, вейці; кор. 바둑, падук; яп. 囲碁, іґо) — стародавня китайська стратегічна настільна гра для двох гравців, поширена в країнах Східної Азії та, меншою мірою, в усьому світі. Гра з'явилась у Китаї понад 2 тисячі років тому.
Професійно в Ґо грають кілька тисяч гравців, організованих у професійні ліги, які існують в Японії, Китаї, Південній Кореї та на Тайвані. На аматорському рівні в Ґо грають мільйони гравців в Азії та у всьому світі.
В Японії, де гра здобула найбільшого розвитку впродовж останніх століть, вона є частиною традиційної культури і сприймається як гра самураїв. Саме з Японії гра поширилася на Захід у другій половині XX століття.

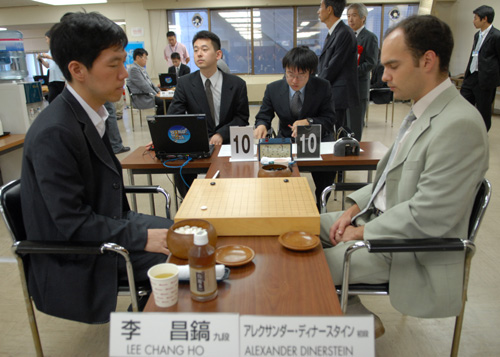
Корейський гравець Лі Чхан Хо, якого часто називають найкращим гравцем у світі кінця 20-го — початку 21 століть, проти російського гравця Олександра Дінерштейна, семиразового чемпіона Європи, одного з небагатьох західних гравців, які зуміли здобути статус професіонала.

## Огляд гри
Грають у Ґо, ставлячи по черзі чорні та білі камені на дошку з решіткою горизонтальних та вертикальних ліній. Ціль гри — захопити якомога більшу територію на дошці каменями свого кольору, не дозволяючи супротивнику оточити свої камені. Незважаючи на прості правила, стратегія гри може бути дуже складною. Професійні гравці роками відшліфовують свою майстерність. Вважається, що в стратегічному плані Ґо складніша за шахи.
Зазвичай Ґо класифікують як абстрактну настільну гру. Однак аналогія між Ґо та військовою битвою очевидна. У творі китайської класичної літератури «Мистецтво війни», наприклад, іноді звертаються до стратегії Ґо. Справжні війни закінчуються підписанням мирної угоди. Партія Ґо закінчується, коли обидва гравці погоджуються, що гру закінчено. Тільки після цього підраховують очки.
Гра Ґо на дошці 19×19 дозволяє близько {\displaystyle 2{,}081681994\cdot 10^{170}} комбінацій.
В жовтні 2015 року рівень розвитку комп'ютерної техніки та алгоритмів досяг такого рівня, що створений інженерами лабораторії DeepMind алгоритм AlphaGo зміг вщент розбити чинного чемпіона Європи з Ґо Фен Г'юї — комп'ютер виграв 5 ігор із п'яти. У березні 2016 року відбувся матч із Лі Седолом, якого називають найвидатнішим гравцем у Ґо десятиліття (9 дан). AlphaGo було здобуто 4 перемоги з 5 ігор. У жовтні 2017 року DeepMind повідомила про значно сильнішу версію програми — AlphaGo Zero, яка перемогла попередню версію в усіх іграх серії зі 100 ігор. Важливою відмінністю AlphaGo Zero є навчання моделі лише за рахунок ігор проти себе, без жодної попередньої інформації про стратегії Ґо.

## Історія

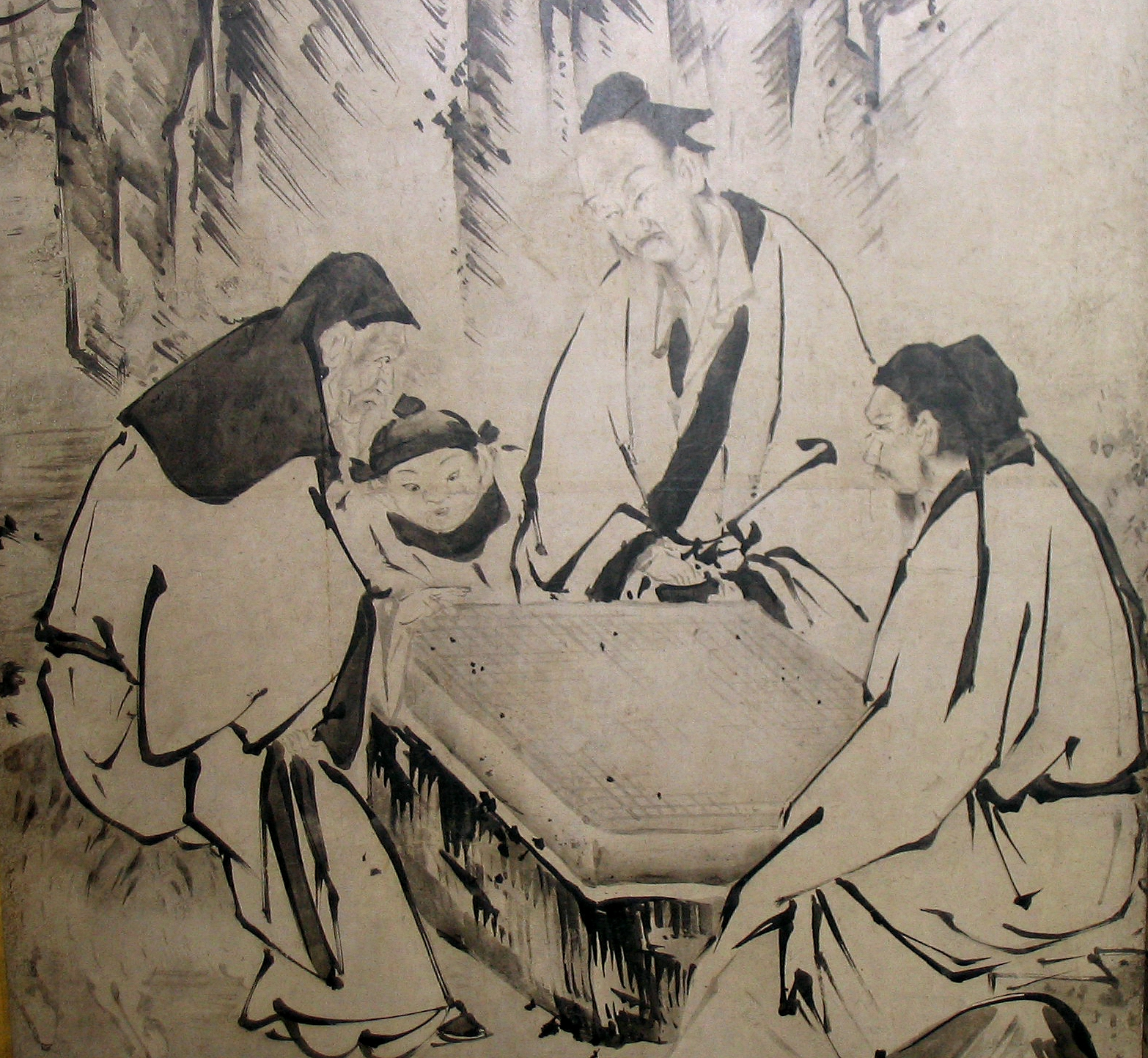
Одна з шести картин циклу «Чотири шляхетні звершення» Кано Ейтоку, на якій зображено людей, що грають у ґо

Батьківщина гри — Китай. Перші згадки про ґо зустрічаються в анналах «Цзо чжуань», де описуються події 548 року до н. е. За винятком розмірів дошки та початкової позиції, правила не змінювались з часів появи гри дотепер, що робить ґо ще й найдавнішою настільною грою.
За легендою гру вигадав китайський імператор Яо (2337 — 2258 до н. е.), щоб навчити свого сина дисципліни, концентрації та врівноваженості. Інша версія стверджує що древньокитайські генерали використовували папір та камені щоб позначати позиції військ. Існує також думка, що ґо відображає боротьбу з паводком.
Спочатку в гру грали на дошці 17×17. Дошка 19×19 стала стандартом в період династії Тан. У Стародавньому Китаї ґо вважалася грою аристократів, тоді як сянці — грою народу. Уміння грати у ґо було одним із чотирьох шляхетних мистецтв, які повинна був опанувати шляхетна людина (цзюньцзи). Інші шляхетні мистецтва — каліграфія, малювання та гра на музичному інструменті.

### Корея і Японія
Вейцзі прийшло в Корею приблизно між 5 та 7 століттям, і стало популярним серед вищих верств. У Кореї гра отримала назву бадук. До 16 століття розвинувся різновид гри під назвою сунчжан бадук, який став основним до кінця 19 століття.

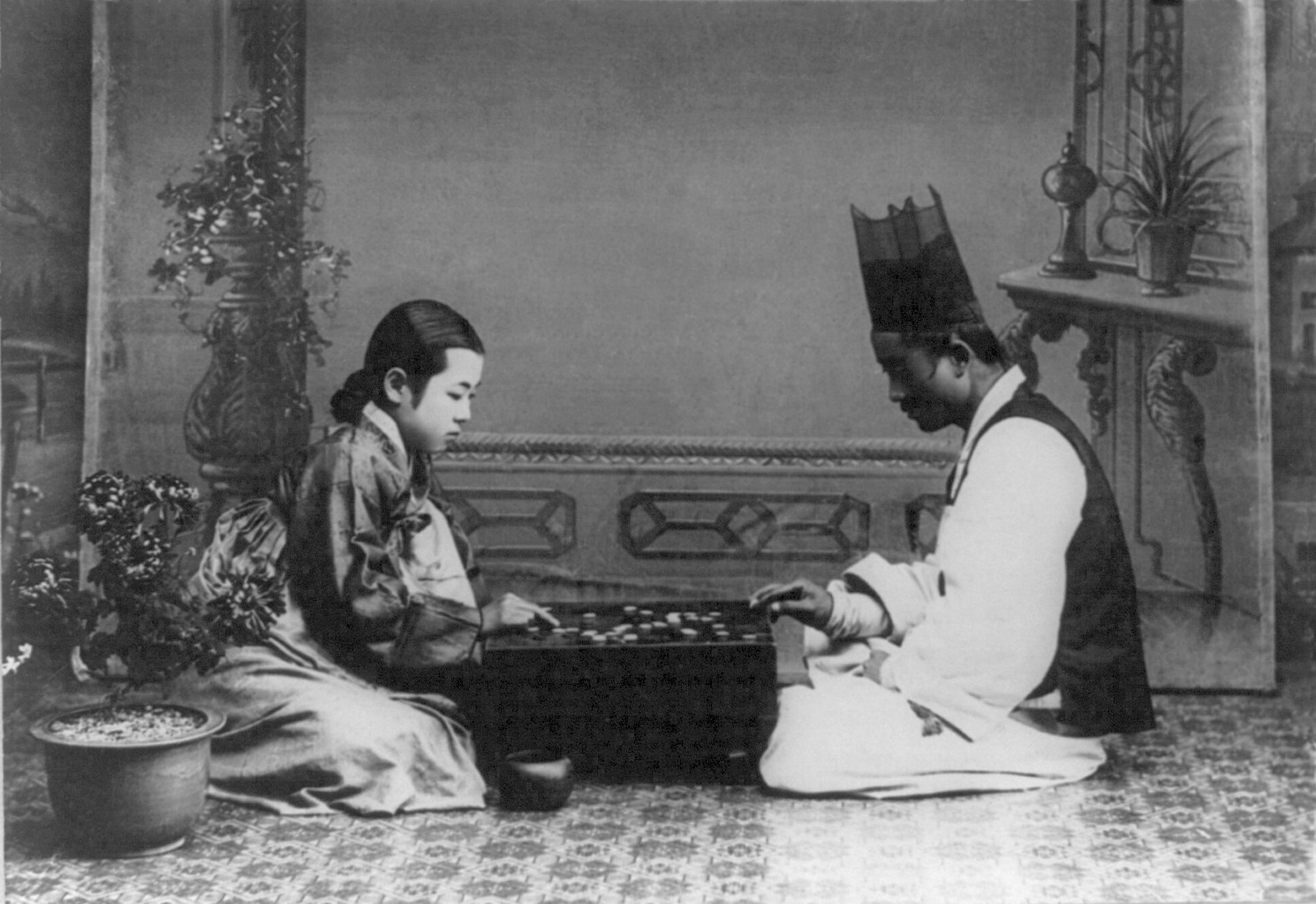
Корейські гравці в традиційному одязі на фотографії 1910-х років.

У Японію гра прийшла в 7 столітті. Вона отримала назву іґо або ґо. У 8 столітті вона стала популярною при дворі імператора, а до 13 століття поширилася в народі.
У 1603 Токугава Іеясу призначив найкращого гравця, буддійського ченця Ніккая (Кано Йосабуро) міністром ґо — годокоро. Ніккай прийняв ім'я Хон'імбо Санса й заснував школу Хон'імбо. Поряд із першою школою виникли ще три основні школи: Ясуї, Іноуе та Хайясі, утворивши систему чотирьох домів. Ґо було визнане державою і отримувало державні субсидії, що сприяло розвитку майстерності гравців. У цю епоху була встановлена система кваліфікації гравців — данів та кю. Щороку найкращі гравці чотирьох шкіл грали між собою так звані палацові ігри, за якими спостерігав увесь двір, включно з сьогуном.
Система чотирьох шкіл та державного фінансування ґо проіснувала в Японії до Реставрації Мейдзі. Після революції палацові ігри припинилися, державна підтримка зменшилася, однак ґо отримало нове джерело фінансування від газет, які стали спонсорувати турніри професіоналів. Професійна організація гравців ґо Ніхон кіін була утворена в 1924. У 1950 утворилася альтернативна організація Кансай Кіін, в яка об'єднала гравців Осаки та прилеглого західного регіону.

### Ґо на Заході
Незважаючи на велику популярність на Далекому Сході, в Європі гра з'явилася пізно. Першу книгу про ґо написав у 19 столітті німецький учений Оскар Коршельт. В першій половині 20 століття ґо стало відомим у Німеччині та Австро-Угорщині. У США гру привіз Едвард Ласкер.
У Радянському Союзі гра стала відомою після публікації низки статей в журналі «Наука и жизнь» у 1975. Зокрема, ця публікація сприяла утворення клубів гри в Україні.
У другій половині 20 століття ґо розвивається в Європі та Америках на любительському рівні, маючи не дуже велику, але стійку популярність. Найкращі західні гравці ґо досягли рівня майстерності, достатнього для отримання статусу професіонального гравця в одній з професійних організацій Азії. Чимало з них вивчали гру в Японії або Кореї. Проте, західні гравці все ще поступаються найкращим професіоналам.

## Правила
Грають на дошці з решіткою горизонтальних й вертикальних ліній. Камені виставляються
на перехрестя ліній. У класичному варіанті гра проводиться на дошці 19х19, для навчання й
тренування використовують менші дошки: 13х13 та 9х9.
Гра починається на порожній дошці. Розпочинають чорні. Далі супротивники по черзі виставляють
камені на незайняті перехрестя. Виставлений на дошку камінь не рухається, проте може бути знятий
із дошки (захоплений у полон).
Камінь або група каменів знімаються з дошки тоді, коли всі сусідні з ними перехрестя
по горизонталі й по вертикалі (даме) окуповані каменями іншого кольору.
Самовбивчий хід заборонено, якщо при цьому з дошки не знімаються камені супротивника.
Заборонено повторювати позицію, у зв'язку з чим існує правило ко.
Оскільки чорні, які починають першими, мають перевагу, то при грі на рівних встановлюється компенсація — комі. Здебільшого комі становить 6,5 очка.
Гра закінчується тоді, коли обидва гравці погоджуються, що подальші ходи жодним чином не змінять співвідношення сил на дошці. Формально гравці оголошують, що пасують, тобто відмовляються від права ходу. Після того, як пас відбувся тричі підряд, гра закінчується, і гравці приступають до підрахунку очок.
У ґо використовується особливий контроль часу, який називають бьойомі, що в перекладі з японської означає відлік секунд. Його відмінність від контролю, наприклад, в шахах, у тому, що гравцю після закінчення основного часу, відведеного на партію, надається додатковий час на виконання одного чи кількох ходів, що запобігає можливому зловживанню з боку супротивника.
Незважаючи на простоту основних правил, існують складнощі в інтерпретації певних ігрових ситуацій, які, втім, майже не зустрічаються в реальній грі. У зв'язку з цими складнощами існує кілька різних систем правил, прийнятих у різних професійних лігах та на любительських змаганнях. Пошук системи правил, які можна було б затвердити як загальноприйняті, продовжується. Дві основні системи правил: китайська та японська. У Кореї використовується система правил, близька до японської. Існують також правила Інга, розроблені тайванським меценатом Ін Чанкі, фундація якого є спонсором низки міжнародних турнірів, що проводяться за цими правилами.

## Підрахунок
Існує кілька різних систем підрахунку, залежно від правил, які встановлені на турнірі, або за якими погодилися грати гравці.
- За китайськими правилами гравець отримує по одному очку за кожен камінь, який стоїть на дошці, і за кожен пункт території. Полонені камені не враховуються. Перед підрахунком гравці повинні погодитися, які з каменів мертві, й зняти їх з дошки. Найлегше підрахунок проводити, заповнивши свою територію каменями, щоб потім підрахувати загальну кількість.
- За японськими правилами гравець отримує по одному очку за кожен пункт території і за кожен полонений камінь супротивника. Кількість каменів на дошці не враховується. При японському підрахунку території зазвичай вирівнюються до прямокутників. Полонені камені попередньо виставляються в територію противника.
- За правилами Інга гра ведеться із застосуванням спеціального комплекту каменів, в якому поміщається рівно 180 білих і 181 чорних каменів, у чому гравці пересвідчуються перед початком партії. При закінченні гри, після зняття мертвих каменів, кожен з гравців виставляє камені в свою територію. Виграє той, у кого каменів для заповнення території не вистачило.

Різні системи підрахунку іноді можуть давати результат, що відрізнятиметься на одне очко.

### Форова гра

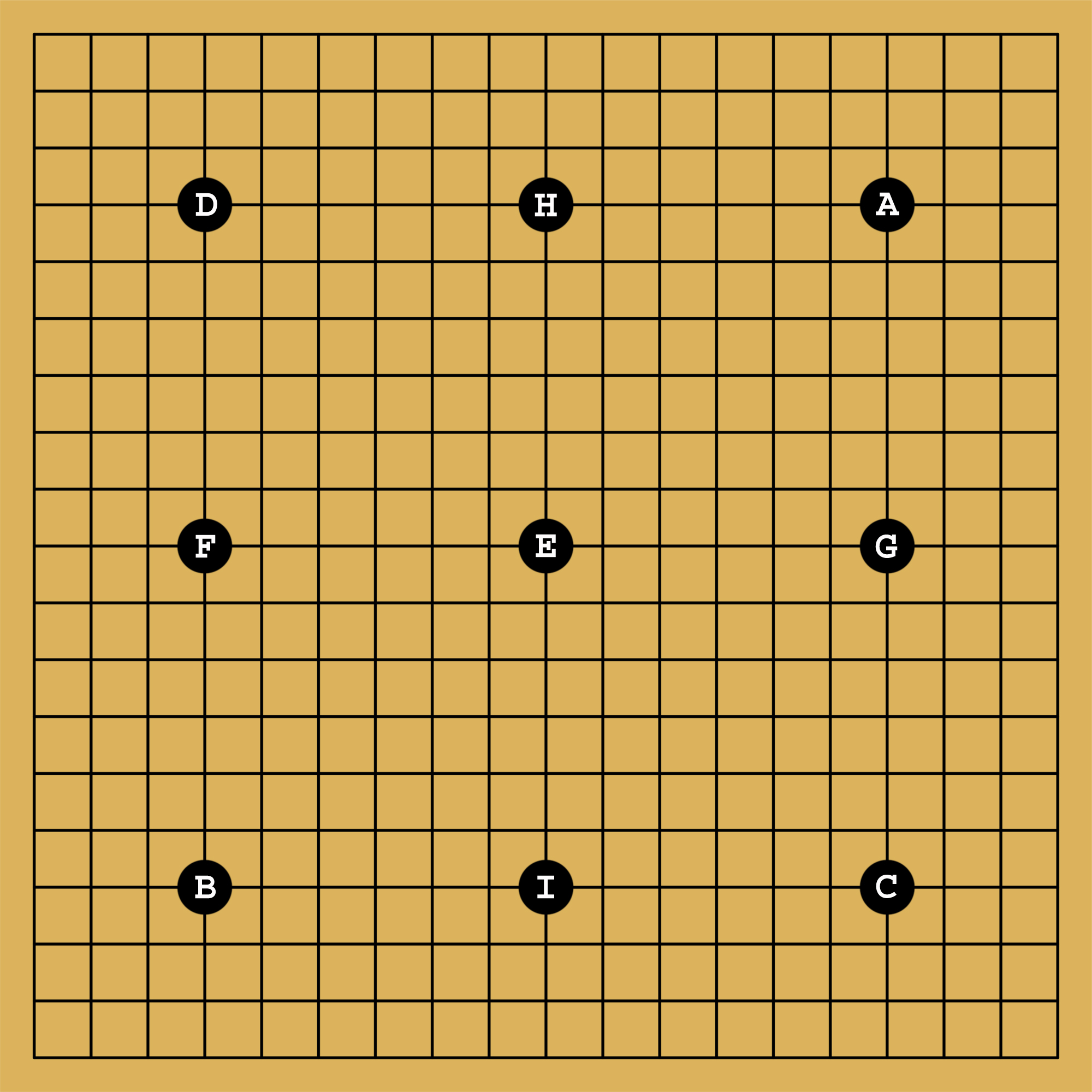
Традиційне розташування форових каменів

У випадку, коли грають супротивники різного рівня, то для зрівняння сил можна грати з форою. Гра на форі вважається тренувальною і найчастіше відбувається між учителем і учнем. При грі з форою слабший із супротивників бере чорні, і перед початком гри виставляє певну кількість своїх каменів на дошку в спеціальні форові пункти. Найменша фора відповідає просто грі чорними без компенсації за право першого ходу (комі). Розміщення форових каменів може бути фіксованим або довільним. Японські правила вимагають фіксованого розміщення форових каменів. Вони поміщаються в пунктах хосі (виділених на ґобані крапками) — перетинах четвертих і десятих вертикалей і горизонталей дошки, рахуючи від кожного кута. Правила задають розташування для 2-9 каменів фори — для більшої кількості каменів спеціальних правил немає, бо через завелику різницю в силі гравців турнірні партії з такою великою форою не проводяться. Як правило, камені розміщуються так:
| Каменів фори | Розміщення                                                               |
| ------------ | ------------------------------------------------------------------------ |
| 1            | Чорні ходять перші, гра без комі                                         |
| 2            | Чорні камені ставляться в хосі верхнього правого і нижнього лівого кутів |
| 3            | Додають камінь в хосі нижнього правого кута                              |
| 4            | Чорні займають усі кутові хосі                                           |
| 5            | Додається камінь в центр                                                 |
| 6            | Камені в хосі кутів і лівої та правої сторін                             |
| 7            | Додається камінь в центр                                                 |
| 8            | Чорні займають усі точки хосі, крім центра                               |
| 9            | Усі точки хосі                                                           |

## Поділ кольорів
У партії одно рангу колір вибирають за допомогою традиційної процедури нігірі. Один з гравців (традиційно — старший за віком або за станом, у турнірі може вибиратися жеребом) бере в руку кілька білих каменів, а другий — один чорний камінь, якщо вважає, що супротивник взяв непарне число каменів, або два чорних каменю в іншому випадку. Взяті камені одночасно викладаються на ґобан. Якщо другий гравець вгадав парність числа білих каменів, він грає чорними, якщо ні — білими (використовується також варіант: якщо другий гравець вгадав, він вибирає колір, якщо не вгадав — колір вибирає перший).
В офіційних турнірах колір каменів може бути розподілений між гравцями при складанні графіка турніру, щоб кожен зіграв по можливості однакову кількість партій чорними і білими.
При грі свідомо сильнішого суперника зі свідомо слабкішим традиція зумовлює найсильнішому грати білими. Якщо різниця в силах значна, гра може йти без комі, зі зворотним комі або з форою.
У грі «команда на команду» (коли гравці команд грають попарно за різними дошками) нігірі робиться тільки на першій дошці; друга і решта парних дощок мають обернені до першої кольори, а третя і решта непарних — такі самі.

## Розвиток партії
|  |  |  |  |  |  |  |  |  |  |  |  |  |  |  |  |  |  |  |
|  |  |  |  |  |  |  |  |  |  |  |  |  |  |  |  |  |  |  |
|  |  |  |  |  |  |  |  |  |  |  |  |  |  |  |  |  |  |  |
|  |  |  |  |  |  |  |  |  |  |  |  |  |  |  |  |  |  |  |
|  |  |  |  |  |  |  |  |  |  |  |  |  |  |  |  |  |  |  |
|  |  |  |  |  |  |  |  |  |  |  |  |  |  |  |  |  |  |  |
|  |  |  |  |  |  |  |  |  |  |  |  |  |  |  |  |  |  |  |
|  |  |  |  |  |  |  |  |  |  |  |  |  |  |  |  |  |  |  |
|  |  |  |  |  |  |  |  |  |  |  |  |  |  |  |  |  |  |  |
|  |  |  |  |  |  |  |  |  |  |  |  |  |  |  |  |  |  |  |
|  |  |  |  |  |  |  |  |  |  |  |  |  |  |  |  |  |  |  |
|  |  |  |  |  |  |  |  |  |  |  |  |  |  |  |  |  |  |  |
|  |  |  |  |  |  |  |  |  |  |  |  |  |  |  |  |  |  |  |
|  |  |  |  |  |  |  |  |  |  |  |  |  |  |  |  |  |  |  |
|  |  |  |  |  |  |  |  |  |  |  |  |  |  |  |  |  |  |  |
|  |  |  |  |  |  |  |  |  |  |  |  |  |  |  |  |  |  |  |
|  |  |  |  |  |  |  |  |  |  |  |  |  |  |  |  |  |  |  |
|  |  |  |  |  |  |  |  |  |  |  |  |  |  |  |  |  |  |  |
|  |  |  |  |  |  |  |  |  |  |  |  |  |  |  |  |  |  |  |

Перша гра фіналу Кубка LG 2002 між Чо Мунхуном (білі) та Лі Седолом (чорні) в кінці фусекі. Білі отримали потенційну територіальну перевагу, тоді як чорні отримали значний вплив на центр.
Партію в ґо умовно розділяють на три стадії: початкову (фусекі), середину гри (чубан) і кінець гри (йосе).
Задача гравця в фусекі вдало розташувати свої камені, щоб здобути перевагу в наступних баталіях. Гра розпочинається на порожній дошці. Гравець повинен розставляти початкові камені таким чином, щоб добитися балансу між окресленою каменями територією й впливом каменів на найбільші області дошки. Якщо гравець розставлятиме камені в фусекі надто тісно, то його потенційна територія буде міцнішою, але він може відстати в розвитку і програти в наступних баталіях. Якщо розставляти камені надто просторо, то вони погано взаємодіятимуть між собою й можуть не втримати територію. З огляду на великий розмір дошки і великий вибір початкових ходів у ґо не існує усталених дебютів, як, наприклад, у шахах. Відомі тільки загальні схеми розвитку.
Особливе значення при розіграші фусекі мають певні стандартні форми: джосекі, які, як вважається, дають локально рівний результат для обох гравців. Проте при виборі джосекі гравець повинен враховувати ситуацію, що склалася на всій дошці, й вирішувати, чи грати йому в даному місці на територію чи на вплив.
Середня частина гри є вирішальною. Чимало партій завершуються вже в ній, оскільки перевага одного з гравців стає очевидною, і його супротивник здається. В середині гри визначальним є точний розрахунок варіантів і вміння боротися.
Кінцева стадія гри, йосе, наступає тоді, коли стає відомим статус груп і територій, тобто дошка в основному поділена. В йосе гравці завершують оформлення територій, старанно підраховуючи цінність кожного ходу. Вміння грати йосе є вирішальним при рівному розвитку партії, коли остаточний результат є виграшем чи програшем на кілька каменів.

### Стратегічні принципи
Важливими принципами в грі є поняття сенте і готе, що означають збереження чи втрату ініціативи одним із супротивників. Сенте називають хід, на який супротивник повинен відповісти. Хоча здобуток гравця при такому обміні ходами може бути невеликим, та він зберігає за собою право ходу і може продовжувати впровадження в життя своєї стратегії. Для того, щоб хід був сенте, він повинен нести в собі загрозу ще значніших втрат для супротивника. Готе, відповідно, є ходом, який втрачає ініціативу, тобто є останнім локально значимим ходом. Послідовність ходів, яка закінчується готе, грають тоді, коли вона дає великі здобутки. Звісно, гравець може спробувати перехопити ініціативу й не відповісти на хід, який його супротивник вважає сенте. Використовуючи термінологію ґо, це називається зіграти тенукі. В такому випадку може трапитися значний обмін територіями між супротивниками, в термінах гри — фурікаварі.
Для успішної гри у ґо необхідно вміти знаходити баланс між територіальними здобутками і впливом каменів. У цьому відношенні гравці поділяють на тих, хто любить територію, і тих, хто любить грати на вплив. При грі на вплив гравець концентрує свою увагу на тому, щоб обмежити територію супротивника, ізолювати його камені в окремі групи так, щоб вони не брали участь в подальшій боротьбі. В результаті часто утворюються дуже великі простори, оточені каменями одного кольору — мойо. Мета такої стратегії — змусити супротивника вторгнутися в мойо, хоча там його камені не відчувають підтримки інших каменів. Тоді гравець, який грає на вплив, використовує атаку на такий десант у свої тили для побудови власної території.
При грі на вплив важливу роль відіграє поняття щільності (ацумі) — такої побудови каменів, в якій немає слабкостей, що їх можна було б використати в тактичній боротьбі.
Іншим принципом, на якому значною мірою ґрунтується як стратегія, так і тактика гри, є принцип міай. Міай — це така ситуація, коли гравець бачить два задовільні варіанти розвитку подій — якщо супротивник зіграє сюди, я відповім так, а якщо — сюди, то ось-так. Оскільки обидва варіанти дають задовільний результат, цінність ходу в даному місці падає, й можна перемістити увагу деінде.

### Тактика
Найважливішим з огляду на результат гри є питання про життя і смерть груп каменів. Зазвичай, можливість оточити й врешті-решт полонити камені супротивника дає гравцю великий виграш. Групи каменів, які неможливо полонити й зняти з дошки, називають живими. Для побудови безумовно живої групи каменів необхідно забезпечити їй можливість утворення двох очей, тобто пунктів, у які супротивник не може походити з огляду на заборону самовбивчого ходу. Група каменів може бути живою також у положенні секі — такому розташуванні каменів, при якому для полонення групи супротивника гравець повинен підставити під бій свою групу, що йому невигідно. Невигідно це також і для супротивника. Тому обидві групи залишаються живими. І, нарешті, група каменів може бути живою, якщо гравець устигає раніше полонити одну з груп, що її оточують в перегонах на знищення — семеай.
Група, яка ще не забезпечила собі можливості побудувати два ока, називається слабкою. При атаці на таку групу супротивник намагається завадити побудові очей. Часто для цього жертвують камені з метою сформувати внутрішній прострір слабкої групи таким чином, щоб його неможливо було розділити на дві незалежні частини. Є чимало задач на життя і смерть (цуме-го), і гравці у ґо проводять багато часу, розв'язуючи їх.
У локальній боротьбі використовуються два основні тактичні прийоми захоплення в полон каменя, або невеликих груп каменів супротивника — шічо й гета. Знання цих прийомів зазвичай допомагає гравцю уникнути відрізання частини своїх каменів від інших.
Ходи, які найкращим чином використовують особливості розташування каменів у даному місці дошки, називаються тесуджі. Такі ходи є окрасою ґо. Вміння бачити тесуджі відрізняє сильних гравців від слабких.
Загалом для ґо дуже важливе поняття форми. Камені потрібно вміти розташовувати так, щоб досягнути найбільшої ефективності, щільності, потенціалу в побудові очей тощо.

## Традиційне спорядження

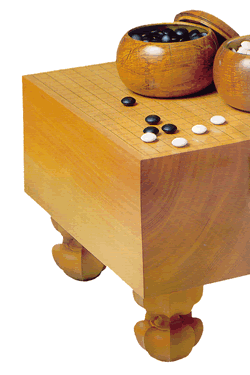
Ґобан і ґо-ке

Традиційна дошка для гри у ґо (у Японії її називають «ґобан») виготовляється з цілого шматка дерева і часто стоїть на ніжках. Найкращі дошки роблять з дерева кайя, деревина якого має золотистий відтінок, а найкращі з найкращих зроблені з дерев кайя, яким до 700 років.
Гравці сидять на подушках (дзабутонах), що лежать на підлозі. Камені (ґо-іші) тримають у горщиках із цільного дерева (ґо-ке). Білі камені зроблені з раковин молюсків, а чорні — з чорного гладенького сланцю.

## Ґо в культурі
Японський письменник, лауреат Нобелівської премії з літератури, Кавабата Ясунарі в романі «Майстер Го» (Мейдзін) описав останню гру Хон'імбо Сюсая. Цей матч із контролем часу 40 годин кожному гравцеві розтягнувся на півроку. На ньому Кавабата працював оглядачем газети. Завдяки його цікавим газетним репортажам матч прикував увагу Японії, причому не тільки любителів гри, а й інших японців.
Інтерес до ґо викликала публікація манґи і вихід у світ аніме «Хікару і ґо» манґаки Обата Такасі.

## Організації та турніри
У Японії, Китаї, Кореї та на Тайвані існують професіональні ліги, що опікуються організацією і проведенням турнірів найвищого рівня. Не існує світової органазації професіоналів. Така ситуація склалася внаслідок незначної відмінності в правилах гри у провідних країнах. Відповідно, не існує єдиного чемпіонату світу для професіоналів. Однак, існує кілька міжнародних турнірів, які проголошують себе чемпіонатами світу. Гра в таких турнірах регламентується правилами країни-організатора. Такими турнірами є Кубок Інга (Тайвань), Кубок LG та Кубок Самсунга (Корея), Кубок Чуньлань (Китай), Кубок Фудзіцу (Японія). Серед професіоналів трьох провідних країн також розігрується щорічний Кубок довгої локшини — командне змагання, в якому беруть участь по п'ять гравців від кожної країни за принципом вервечки: кожен гравець грає доти, доки не програє.
Внутрішні змагання в країнах із професіональними лігами також не мають одного визнаного чемпіонату. Замість цього, існують і щороку розігруються кілька престижних титулів. Наприклад, у Японії четвірку найпрестижніших титулів складають Хон'імбо, Мейдзін, Кісей та Дзюдан.
Міжнародна федерація го опікується грою на любительському рівні. Регулярно проводяться чемпіонати світу серед любителів на дорослому, юнацькому та юніорському рівнях.

## Ґо в Україні
Ґо в Україні розвивається із середини 1970-х, завдяки зусиллям ентузіастів-любителів. Створено Українську федерацію ґо, Кримську федерацію ґо, проводяться чемпіонат України, кубок України, турнір Український мейдзін, турнір на кубок посла Японії та інші. Клуби ґо є в Києві, Одесі, Рівному, Сімферополі, Севастополі, Донецьку, Харкові, Дніпрі, Кривому Розі й у інших містах. Українські представники на світовому чемпіонаті серед любителів традиційно займають місця в другому десятку, але 2013 року Артем Качановський посів на чемпіонаті світу серед любителів третє місце. Першим українським професіональним гравцем у ґо стала 2012 року Марія Захарченко, яка отримала перший професійний дан у Кореї.
В юнацьких чемпіонатах Європи українські спортсмени часто займають призові місця та здобувають путівки на юнацькі чемпіонати світу. Найвищі досягнення українських гравців на юнацьких чемпіонатах світу: 2003 — 4 місце у віковій категорії до 12 років (Артем Качановський); 2009 — 3 місце в кваліфікаційному турнірі до 18 років (в четвірку фіналістів допустили лише гравців до 16 років, позбавивши цього права Артема Качановського, якому на момент проведення змагань було 16,5 років).
У липні 2022 року збірна України з гри в Ґо стала чемпіоном в командному чемпіонаті Європи з Ґо. Українці обійшли в фіналі команди Франції, Чехії та Польщі. Склад команди:  Андрій Кравець, Артем Качановський, Богдан Жураковський, Валерій Крушельницький та Дмитро Богацький.
21-22 липня 2023 року в Лейпцигу, Німеччина збірна України  у друге стала чемпіоном в  Командному Чемпіонаті Європи 2023 з Ґо.  Склад команди: Артем Качановський (2 про дан), Андрій Кравець (1 про дан), Валерій Крушельницький (6 дан), Богдан Жураковський (5 дан), Дмитро Богацький (6 дан), Всеволод Овсієнко (5 дан). Тренер Дмитро Яценко (5 дан).
23-30 липня 2023 року в Лейпцигу / Маркклеберг відбувся Чемпіонат Європи 2023 з Ґо. Чемпіоном Європи став Андрій Кравець (Україна, Рівне), який виграв у фіналі півтора очка у Ali Jabarin (Ізраїль).

### Чемпіони України
| Рік  | Чемпіон                | Ранг (дан) | Спортивне звання | Місто      |
| ---- | ---------------------- | ---------- | ---------------- | ---------- |
| 2022 | Валерій Крушельницький | 6 дан      |                  | Рівне      |
| 2021 | Богдан Жураковський    | 6 дан      |                  | Рівне      |
| 2020 | Валерій Крушельницький | 5 дан      |                  | Рівне      |
| 2019 | Артем Качановський     | 2 про дан  | МСУМК            | Київ/Рівне |
| 2018 | Артем Качановський     | 1 про дан  | МСУМК            | Київ/Рівне |
| 2017 | Артем Качановський     | 1 про дан  | МСУМК            | Київ/Рівне |
| 2016 | Артем Качановський     | 1 про дан  | МСУМК            | Київ/Рівне |
| 2015 | Андрій Кравець         | 6 дан      | МСУ              | Київ/Рівне |
| 2014 | Артем Качановський     | 7 дан      | МСУМК            | Київ/Рівне |
| 2013 | Артем Качановський     | 7 дан      | МСУМК            | Київ/Рівне |
| 2012 | Андрій Кравець         | 5 дан      | МСУ              | Київ/Рівне |
| 2011 | Артем Качановський     | 7 дан      | МСУМК            | Київ/Рівне |
| 2010 | Артем Качановський     | 6 дан      | МСУМК            | Київ/Рівне |
| 2009 | Артем Качановський     | 6 дан      | МСУ              | Рівне      |
| 2008 | Богдан Жураковський    | 5 дан      |                  | Київ/Рівне |
| 2007 | Дмитро Богацький       | 6 дан      | МСУМК            | Київ       |
| 2006 | Сергій Рідзель         | 5 дан      |                  | Одеса      |
| 2005 | Сергій Рідзель         | 5 дан      |                  | Одеса      |
| 2003 | Дмитро Богацький       | 6 дан      | МСУМК            | Київ       |
| 2002 | Дмитро Богацький       | 6 дан      | МСУМК            | Київ       |
| 2001 | Дмитро Богацький       | 6 дан      | МСУ              | Київ       |
| 2000 | Михайло Гальченко      | 5 дан      |                  | Київ       |
| 1999 | Дмитро Богацький       | 6 дан      | МСУ              | Київ       |
| 1998 | Аркадій Богацький      | 5 дан      | МСУ              | Київ       |
| 1997 | Дмитро Богацький       | 6 дан      | МСУ              | Київ       |
| 1996 | Дмитро Яценко          | 5 дан      |                  | Київ       |
| 1995 | Дмитро Яценко          | 5 дан      |                  | Київ       |
| 1994 | Дмитро Яценко          | 5 дан      |                  | Київ       |
| 1993 | Юрій Лєдовськой        | 6 дан      |                  | Харків     |
| 1992 | Юрій Плющ              | 5 дан      | МСУ              | Київ       |

На перших Всесвітніх іграх з розумових видів спорту, які відбулися в 2008 році в Пекіні, збірна України в командних змаганнях пробилася у чвертьфінал, де програла команді Китаю, складеній із професіоналів найвищого рівня.

## Ґо в інтернеті
Перший сервер, який дозволяв грати в ґо через мережу (IGS), з'явився 1992 року і працює досі. У наш час є багато ґо-серверів, призначених для гравців з Азії, наприклад Fox Weiqi, Tygem, в них починають з'являтись англомовні інтерфейси. Для гравців з Європи та Америки поряд із IGS зручний KGS, який підтримує багато європейських мов, включно з українською. В 2013 році з'явився OGS що дозволяє грати в браузері, більшість гравців на ньому з Європи і Північної Америки.
- Бібліотека сенсея [Архівовано 7 жовтня 2006 у Wayback Machine.] — англомовний вікіпроєкт, призначений для тих, хто вивчає гру.
- www.goproblems.com [Архівовано 5 лютого 2021 у Wayback Machine.] — великий ресурс задач усіх рівнів.

## Виноски
1. ↑  John Tromp (20 січня 2016). Number of legal Go positions. Архів оригіналу за 25 січня 2016. Процитовано 25 січня 2016.
2. ↑  Victoria Woollaston (10 березня 2016). Now it's 2-0 to AlphaGo!. Science. Daily Mail Online. Архів оригіналу за 11 березня 2016. Процитовано 11 березня 2016.
3. ↑  AlphaGo seals 4-1 victory over Go grandmaster Lee Sedol. Процитовано 16 вересня 2023.
4. ↑  Potter 1985; Fairbairn 1995
5. ↑  Pickard 1989
6. ↑  History of Korean baduk, Korean Baduk Association, архів оригіналу за 25 лютого 2021, процитовано 13 листопада 2008
7. ↑  Fairbairn 2000
8. ↑  History of Go in Japan: part 2, Nihon Kiin, архів оригіналу за 17 серпня 2011, процитовано 2 листопада 2007
9. ↑  History of Go in Japan: part 3, Nihon Kiin, архів оригіналу за 14 листопада 2007, процитовано 2 листопада 2007
10. 1 2 3  GoGoD (Fairbairn & Hall) (2007), Timeline 1600–1867, History and Timelines
11. ↑  GoGoD (Fairbairn & Hall) (2007), Honinbo Dosaku, Articles on Famous Players
12. ↑  GoGoD (Fairbairn & Hall) (2007), Castle Games 1626–1863, History and Timelines
13. ↑  Pinckard, William (1992), History and Philosophy of Go in Bozulich, 2001 pp. 23-25
14. ↑  Рівняни стали чемпіонами Європи з гри Ґо // 24.07.2022, 22:02
15. ↑  Фінал Командного Чемпіонату Європи 2022-2023 з Ґо // Оприлюднено 01.08.2023
16. ↑  Андрій Кравець з серпня 2021 року живе у Німеччині, див. Interview with Andrii Kravets. Jena International Go School (JIGS). Процитовано 3 серпня 2023.
17. ↑  Чемпіонат Європи 2023 з Ґо // Оприлюднено 06.08.2023